# Joseph Lateiner
Joseph Lateiner (Iași, 25 dicembre 1853 – New York, 23 febbraio 1935) è stato un drammaturgo rumeno naturalizzato statunitense nei primi anni del teatro yiddish, prima a Bucarest, Romania e successivamente a New York, dove fu cofondatore nel 1903 con Sophia Karp del Grand Theatre, il primo edificio teatrale di New York costruito appositamente per la lingua yiddish.

## Biografia
Nato a Iaşi, in Romania, Lateiner iniziò a scrivere per il teatro a Iaşi intorno all'inizio del 1878, quando Israel Grodner, dopo aver lasciato la compagnia di Abraham Goldfaden a Bucarest, aveva bisogno di un drammaturgo. Aggiunse del materiale d'attualità alla storia comica tedesca Nathan Schlemiehl ed inventò un'opera teatrale, Die Tzwei Schmil Schmelkes (I due Schmil Schmelke). Ha tradotto e "yiddishizzato" opere teatrali dal rumeno e dal tedesco; le sue più di 80 opere teatrali comprendevao Mishke e Moshke: Europeans in America (o The Greenhorns), Satan in the Garden of Eden e The Jewish Heart.
Dimostrando che Goldfaden non era l'unica persona in grado di scrivere un'opera teatrale di successo in yiddish, ha aperto le porte ad altri drammaturghi yiddish.